# Static cast
Операция static_cast в языке C++ осуществляет явное допустимое приведение типа данных.
Синтаксис: static_cast < type_to > ( object_from )
Код скомпилируется, если есть способ преобразования из object_from в type_to.

## Пример
```
int
 
nShots
 
=
 
10
,
 
nHits
 
=
 
8
;

auto
 
hitRate
 
=
 
static_cast
<
float
>
(
nHits
)
 
/
 
nShots
;

```

## Возможные преобразования типов
static_cast создан для выполнения всех видов преобразований, разрешённых компилятором. Все преобразования работают, только если есть совместимость по const и volatile.
1. Любое из преобразований типа, которые Си++ производит неявно (например, массива в указатель, одного числового типа в другой, void*-указателя в типизированный, неявный вызов конструктора). Явное написание static_cast может потребоваться, например:
- в шаблоне;
- для выбора, какую версию функции или операции использовать: auto hitRate = static_cast<float>(nHits) / nShots;
- чтобы подавить предупреждение компилятора «Возможна потеря точности»: double a = 1.0; auto b = static_cast<float>(a);
- чтобы согласовать типы в трёхместной условной операции: Base& x = use1 ? static_cast<Base&>(obj1) : static_cast<Base&>(obj2);.

2. Если соответствующее преобразование отмечено ключевым словом explicit.
3. Преобразование из/в тип enum class.
```
enum
 
class
 
TriBool
 
{
 
FAL
,
 
TRU
,
 
UNDEF
,
 
NN
 
};

enum
 
{
 
TriBool_N
 
=
 
static_cast
<
int
>
(
TriBool
::
NN
)
 
};

const
 
char
*
 
triBoolNames
[
TriBool_N
]
 
=
 
{
 
"false"
,
 
"true"
,
 
"undef"
 
};

auto
 
x
 
=
 
TriBool
::
TRU
;

std
::
cout
 
<<
 
triBoolNames
[
static_cast
<
int
>
(
x
)]
 
<<
 
std
::
endl
;

```

4. Для явного указания, какую из перегруженных функций брать.
```
std
::
transform
(
s
.
begin
(),
 
s
.
end
(),
 
s
.
begin
(),
 
static_cast
<
int
(
*
)(
int
)
>
(
std
::
toupper
));

```

5. Для преобразования указателей вниз по иерархии типов без проверки типа. В отличие от преобразования в стиле Си и reinterpret_cast, преобразование в неродственный класс невозможно.
```
void
 
TSomeForm::someButtonClick
(
TObject
*
 
sender
)

{

  
// Событие C++ Builder

  
// Мы знаем, что это TButton, ведь мы сами устанавливали событие

  
// в редакторе форм или конструкторе

  
TButton
*
 
bt
 
=
 
static_cast
<
TButton
*>
(
sender
);

  
bt
->
Caption
 
=
 
L
"Clicked!"
;

}

```

## Возможные логические ошибки
Возможные ошибки зависят от того, какое преобразование проводится. Возможны переполнения, выход за диапазон и даже (для преобразования указателей) порча памяти.
Например, при преобразовании int → enum class переменная может заполучить недопустимое значение и программа не будет готова к этому.